# Lijst van vrouwelijke Nobelprijswinnaars
Lijst van vrouwelijke Nobelprijswinnaars
In totaal zijn er (einde 2022) 60 vrouwen aan wie in totaal 61 Nobelprijzen werden uitgereikt. Opmerkelijk is hierbij Marie Curie, die twee keer een Nobelprijs gewonnen heeft. Samen met haar dochter Irène Joliot-Curie vormt ze bovendien de enige moeder/dochtercombinatie waarvan beiden een Nobelprijs hebben gewonnen.

## Natuurkunde
- 1903 - Marie Curie
- 1963 - Maria Goeppert-Mayer
- 2018 - Donna Strickland
- 2020 - Andrea Ghez
- 2023 - Anne L'Huillier

## Scheikunde
- 1911 - Marie Curie
- 1935 - Irène Joliot-Curie
- 1964 - Dorothy Crowfoot Hodgkin
- 2009 - Ada Yonath
- 2018 - Frances Arnold
- 2020 - Emmanuelle Charpentier
- 2020 - Jennifer Doudna
- 2022 - Carolyn Bertozzi

## Geneeskunde
- 1947 - Gerty Cori
- 1977 - Rosalyn Yalow
- 1983 - Barbara McClintock
- 1986 - Rita Levi-Montalcini
- 1988 - Gertrude Elion
- 1995 - Christiane Nüsslein-Volhard
- 2004 - Linda B. Buck
- 2008 - Françoise Barré-Sinoussi
- 2009 - Elizabeth Blackburn
- 2009 - Carol Greider
- 2014 - May-Britt Moser
- 2015 - Tu Youyou

## Vrede
- 1905 - Bertha von Suttner
- 1931 - Jane Addams
- 1946 - Emily Greene Balch
- 1976 - Betty Williams
- 1976 - Mairead Corrigan
- 1979 - Moeder Teresa
- 1982 - Alva Myrdal
- 1991 - Aung San Suu Kyi
- 1992 - Rigoberta Menchú
- 1997 - Jody Williams
- 2003 - Shirin Ebadi
- 2004 - Wangari Maathai
- 2011 - Ellen Johnson Sirleaf
- 2011 - Leymah Gbowee
- 2011 - Tawakkul Karman
- 2014 - Malala Yousafzai
- 2018 - Nadia Murad Basee
- 2021 - Maria Ressa
- 2023 - Narges Mohammadi

## Economie
- 2009 - Elinor Ostrom
- 2019 - Esther Duflo